# Омета (мини-футбольный клуб)
«Омета» (Херсон) — украинский мини-футбольный клуб, участник чемпионата и кубка Украины.
«Омета» получает право участия в кубке страны 1992/93 начиная с первого отборочного турнира. Зональные соревнования проходят в Херсоне, и помимо местных «Ометы» и «Спутника» в них принимают участие киевский «Сварщик» и запорожская «Лианда». В итоге «Омета» становится победителем первого зонального турнира и получает право продолжить участие в кубке. Второй зональный турнир прошёл в Черкассах, где «Омета» не сумела выйти из группы в финальный турнир с участием восьми лучших команд страны.
В следующем сезона «Омета» заявляется в высшую лигу чемпионата Украины. По результатам первого круга «Омета» не попадает в восьмёрку лучших команд, продолжающих борьбу за медали. В итоговой таблице херсонский клуб занимает 12 место из 16-ти участников.
В кубке страны 1993/94 «Омета» проводит лишь одну игру, уступив в декабре 1993 года одесскому «Локомотиву» со счётом 2:10.